# ایدون (عمان)
شهر ایدون  (به عربی: ایدون) در اربد در کشور اردن واقع شده‌است. جمعیت این شهر ۱۸٫۵۸۶ نفر است.